# Housata
Housata és una pel·lícula txeca del 1980 dirigida per Karel Smyczek sobre la història d'unes noies adolescents d'un internat.

## Sinopsi
Marie, Monika, Sárka, Blanka i Renata són algunes de les noies que s'allotgen en una pensió de l'escola professional tèxtil. Cadascuna de les noies té el seu propi destí. La seriosa i sensible Marie comparteix habitació amb Sárka, que prové d'una llar d'infants, la superficial Monika, que confia en la seva provocativa bellesa i en la seva rica família. En comparació amb altres noies, la Monika sempre té un amic i encara en guarda alguns de reserva. Un d'ells és Ota. Però Monika no pot escriure cartes interessants, Marie les escriu en lloc d'ella.

## Repartiment
- Yvetta Kornová - Marie
- Jaromíra Mílová - Sarka
- Veronika Gajerová
- Svatava Rádková
- Irena Visnarová
- Bozena Blahosová
- Dagmar Veselá
- Miroslava Vydrová
- Eva Vrbová
- Lenka Dandová
- Veronika Jeníková
- Jaromír Dulava
- Jirí Pistek
- Jana Vanková - Markova
- Marika Dolezalová

## Recepció
Fou exhibida a la secció "nous realitzadors" al Festival Internacional de Cinema de Sant Sebastià 1980.